# Palacio Moro Lin
El Palacio Moro Lin, conocido como Palacio de las Trece Ventanas, es un edificio monumental italiano de estilo barroco situado en el sestiere de San Marco junto al Gran Canal de Venecia.

## Historia
El edificio se construyó en torno a 1670, según un proyecto del pintor Sebastiano Mazzoni, encargado por el pintor veneciano Pietro Liberi, a partir de la fusión y reestructuración de dos anteriores edificios que fueron adosados. Tras el fallecimiento de este último en 1691, el palacio pasó a ser propiedad de Antonio Lin, comerciante originario de Bérgamo, que lo decoró con frescos, actualmente desaparecidos, y le añadió una nueva planta. En 1685, por mor del matrimonio de Gaspare Moro e Isabela Lin, la propiedad entró a formar parte de ambas familias. A principios del siglo XIX habitó la casa el pintor con fama de hedonista y mujeriego Francesco Hayez, y años más tarde lo hizo el también pintor Ludovico Lipparini. Alrededor de 1942 el industrial milanés Enrico Ghezzi le compró el palacio a la familia veneciana Pascolato, sus propietarios en aquel momento.
En la actualidad el edificio alberga un condominio de apartamentos.

## Descripción
La fachada está completamente cubierta por sillares almohadillados, interrumpidos por la secuencia de ventanales con arco de medio punto, salvo en el último piso, a las que acompañan lesenas con capiteles jónicos y dóricos.
La imposta que divide el piso bajo y la primera planta noble posee una balaustrada y el remate sobre el ático está realizado con una cornisa dentada.
En el interior, todavía se pueden contemplar algunos frescos de Antonio Bellucci, Antonio Molinari y Gregorio Lazzarini.